# Ocean Breathes Salty
«Ocean Breathes Salty» es la cuarta canción y el segundo sencillo del álbum Good News for People Who Love Bad News, de la banda Modest Mouse. Hubo dos lanzamientos del sencillo. La primera incluía la versión del álbum de "Ocean Beathes Salty" junto con una grabación en vivo en estudio del primer sencillo "Float On". El segundo lanzamiento era un CD Extra, lanzado el 11 de enero del 2005, incluía la grabación original del sencillo, una sesión adicional del sencillo en vivo en estudio, la versión en vivo de Float On, y finalmente el video musical de "Ocean Breathes Salty". Dicho video es muy similar a un segmento del álbum de Pink Floyd, The Wall.

## Lista de canciones

### CD
1. «Ocean Breathes Salty» – 3:49
2. «Float On» (Live Studio) – 3:38

### CD Extra
1. «Ocean Breathes Salty» – 3:49
2. «Float On» (Live Studio) – 3:38
3. «Ocean Breathes Salty» (Live Studio) – 6:23
4. «Ocean Breathes Salty» (Video) – 12:26

## Portada
En la portada de ambos lanzamientos del sencillo, uno de los íconos de la banda (un globo aerostático de aire caliente con un ancla) puede ser visto al revés. Dicha imagen también sale en la portada de su álbum We Were Dead Before The Ship Even Sank
- Datos: Q543445